# Austrofilo
Un austrofilo è qualcuno che è ammiratore della cultura austriaca, e dell'Austria in generale sebbene non sia nato in quel paese. Storicamente il termine è stato applicato all'Impero austriaco, ma dal 1918 esso è stato perlopiù inteso per il moderno stato dell'Austria. È stato successivamente compreso come aggettivo all'interno dell'attitudine germanofila e collegato quindi in maniera più ampia ai paesi di cultura e lingua germanica come Germania, Austria, Svizzera e Liechtenstein.

## XVIII secolo
In Gran Bretagna durante il XVIII secolo molti furono gli austrofili, tra cui il primo ministro il duca di Newcastle. Il termine austrofilo all'epoca era visto come una persona favorevole all'alleanza tra Inghilterra ed Austria contro la Francia, avendo quindi per oppositore i francofili. Fu questo movimento a garantire il suo supporto all'imperatrice Maria Teresa durante la Guerra di Successione austriaca. Vi era poi l'atteggiamento degli austrofobi, che invece si erano schierati contro l'alleanza per l'autocrazia austriaca e per la soppressione operata nei confronti delle minoranze protestanti che ivi vivevano.